# Метаборат меди(II)
Метаборат меди(II) — неорганическое соединение, 
соль металла меди и метаборной кислоты с формулой Cu(BO2)2,
синие кристаллы,
не растворяется в воде.

## Получение
- Спекание смеси борной кислоты и нитрата меди(II):

{\displaystyle {\mathsf {2Cu(NO_{3})_{2}+4H_{3}BO_{3}\ {\xrightarrow {900^{o}C}}\ 2Cu(BO_{2})_{2}+4NO_{2}\uparrow +O_{2}\uparrow +6H_{2}O}}}

## Физические свойства
Метаборат меди(II) образует синие кристаллы.
Не растворяется в воде.

## Химические свойства
- Разлагается при сильном нагревании до метаборат меди(I):

{\displaystyle {\mathsf {4Cu(BO_{2})_{2}\ {\xrightarrow {1150^{o}C}}\ 4CuBO_{2}+2B_{2}O_{3}+O_{2}}}}